# Bazoches-sur-Vesles
Bazoches-sur-Vesles – miejscowość i gmina we Francji, w regionie Hauts-de-France, w departamencie Aisne.
Według danych na styczeń 2014 roku gminę zamieszkiwało 469 osób, a gęstość zaludnienia wynosiła 49,4 osób/km².